# Agrilus kotoensis
Agrilus kotoensis é uma espécie de inseto do género Agrilus, família Buprestidae, ordem Coleoptera.
Foi descrita cientificamente por Miwa & Chûjô, 1940.